# أليخاندرو سيلفا (موسيقار)
أليخاندرو سيلفا (بالإسبانية: Alejandro Silva)‏ هو موسيقي وعازف قيثارة تشيلي، ولد في 19 يونيو 1969.

## وصلات خارجية
- أليخاندرو سيلفا على موقع ميوزك برينز (الإنجليزية)
- أليخاندرو سيلفا على موقع ديسكوغز (الإنجليزية)